# Omloop van het Waasland 2007
L'Omloop van het Waasland 2007, quarantaquatreesima edizione della corsa, valido come evento dell'UCI Europe Tour 2007 categoria 1.2, si svolse il 18 marzo 2007 su un percorso di 192 km. Fu vinto dal belga Niko Eeckhout, che terminò la gara in 4h50'10" alla media di 39,7 km/h.

## Ordine d'arrivo (Top 10)
| Pos. | Corridore           | Squadra         | Tempo    |
| ---- | ------------------- | --------------- | -------- |
| 1    | Niko Eeckhout       | Chocolade Jac.  | 4h50'10" |
| 2    | Geert Omloop        | Jartazi         | s.t.     |
| 3    | Bobbie Traksel      | Palmans         | s.t.     |
| 4    | Dimitri De Fauw     | Chocolade Jac.  | s.t.     |
| 5    | Filip Meirhaeghe    | Landbouwkrediet | s.t.     |
| 6    | Thomas Berkhout     | Rabobank Con.   | s.t.     |
| 7    | Jarno Van Mingeroet | Jartazi         | s.t.     |
| 8    | Iljo Keisse         | Chocolade Jac.  | a 10"    |
| 9    | Kurt Hovelijnck     | Chocolade Jac.  | a 17"    |
| 10   | Kenny Dehaes        | Chocolade Jac.  | a 1'52"  |